# Liste des députés de la XIIIe législature de la Troisième République française

Cette liste recense les personnes qui ont assuré un mandat de député au cours de la XIIIe législature de la IIIe République.
- Haut – A
- B
- C
- D
- E
- F
- G
- H
- I
- J
- K
- L
- M
- N
- O
- P
- Q
- R
- S
- T
- U
- V
- W
- X
- Y
- Z

## A
- Gaston About
- Léon Abrami
- Léon Accambray
- René Adam
- Gabriel Adenis
- Frédéric Aillaud
- Charles Émile Altorffer
- Olivier-François Ameline
- Camille Amet
- Laurent Amodru
- Georges Ancel
- Geoffroy d'Andigné
- Georges André-Fribourg
- André André-Hesse
- Gabriel Angoulvant
- Paul Anquetil
- Louis Antériou
- Georges Antoine
- Étienne Antonelli
- Léon Archimbaud
- Marcel Arnould
- Marcel Astier
- Jules Aubriot
- Étienne d'Audiffret-Pasquier
- Charles Auffray
- Fernand Augé
- Charles Auray
- Vincent Auriol
- Henri Auriol

## B
- Victor Balanant
- André, Paul, Lucien Balitrand
- Henri, Joseph Barabant
- Raymond, Henri Baranton
- Genès, Emile, dit Félix Barbecot
- André, Marie, Alfred Barbier
- Henri, Eugène Barbin
- Léon, Jean, Jacques Baréty
- Robert, Joseph, André Barillet
- Charles, Victorin, Apollon, Marie, Eugène Baron
- Clotaire, Hildevert, Maurice Baroux
- Gustave, Jules, Léopold Barra
- Édouard Barthe
- Joseph Barthélemy
- Émile, Joseph Basly
- Paul, Raymond, Marie Bastid
- Armand, Charles de Baudry d'Asson
- Hubert de Bazelaire de Lesseux
- Gaston Bazile
- Auguste, Arthur Beauvillain
- Albert Bedouce
- Paul Bellamy
- Camille, Louis Bénassy
- Paul Bénazet
- Émile Bender
- Léon, Félix, Joseph, Louis Bérard
- Daniel, Vivien, Michel Bergey
- Jean-Joseph Bernachon
- César, Léon, Constant Bernard
- Paul, Marie Bernier
- Alfred, Paul, Louis Berquet
- Aimé, Adrien, Maxime Berthod
- André, Pierre, Marie Berthon
- William Bertrand
- Paul, dit Charles Bertrand
- Léon Betoulle
- Maxence, Bernard, Pierre, Emile Bibié
- Paul, Emile Bignon
- Camille Bilger
- François Binet
- Anatole, Marie, Paul, Henri Biré
- Ernest Bizet
- René-Charles Blachez
- Camille, Charles, Auguste Blaisot
- Antoine Blanc
- Léon, André Blum
- Marie-Gabriel Boccard
- Émile Boissel-Dombreval
- Maurice Bokanowski
- Élie Bonin
- Georges, Edouard, Félix Bonnefous
- Joseph-Louis Bonnet
- Georges, Etienne Bonnet
- Marie-Joseph Bonnet de Paillerets
- Émile, Félix, Edouard, Justin Borel
- Victor Boret
- Antoine Borrel
- Jean Bosc
- Maurice, Albert, Alexandre Bosquette
- Armand Bouat
- René Boudet
- Germain, Alexandre Boué
- Ferdinand Bougère
- Camille, Clément Bouhenry
- Maurice Bouilloux-Lafont
- Fernand, Emile, Honoré Bouisson
- Narcisse, Auguste, Noël Boulanger
- Pierre, François Bouligand
- Georges Boully
- Henri Bourlois
- Désiré, Alfred, Fulgence Bouteille
- Jean Bouveri
- Léo, Pierre, Joseph, Bouyssou
- Edouard, Amédée Bovier-Lapierre
- Jules, Pierre, Mathieu, Auguste Boyer
- Edmond, Jean Boyer
- Victor, Charles, François Brémond
- Georges, Robert, René, Léon Bret
- Almire Breteau
- Louis Bretin dit Théo-Bretin
- Jean-Pierre Breton
- Aristide Briand
- Henri, Jean-Baptiste Briffaut
- Émilien Brigault
- Louis Bringer
- Antonin, Félix, Gabriel Brocard
- Joseph Brom
- Frédéric, Antoine Brunet
- Auguste, Charles, Désiré, Emmanuel Brunet
- Séraphin, Léopold Buisset
- Georges, Allyre, Marie, Médéric Bureau
- Gustave, Jean, Jacques Burger
- Édouard, François Bussat

## E
- Sully Eldin
- Fernand Engerand
- Jean Épivent
- Léon Escoffier
- André Escoffier
- Maurice Escoulent
- Paul Escudier
- Emmanuel Evain
- Raoul Évrard
- Laurent Eynac

## I
- Édouard Ignace
- Vincent Inizan

## K
- Émile de Kervenoaël
- Louis-Lucien Klotz

## N
- Jules Nadi
- Étienne Naples
- Louis Nicolle
- Paul Nicollet
- Bertrand Nogaro
- Prosper Noguès
- Georges Nouelle

## O
- Alfred Oberkirch
- Claude Ollier
- Jean Ossola
- Ernest Outrey

## Q
- Bernard Quénault de la Groudière
- Henri Queuille

## T
- Pierre Taittinger
- André Pierre Gabriel Amédée Tardieu
- Henri Tasso
- Louis-Edouard Taton-Vassal
- François Clément Ternaux
- Émile Henri Ternois
- Antoine Lucien Teyssier
- Laurent Constant Theveny
- Isidore Joseph Thivrier
- Gaston Arnold Marie Thomson
- Robert Thoumyre
- Édouard Thuau
- Eugène Jules Tilloy
- Jean du Tinguy du Pouët
- Aimé Tranchand
- Pierre Marie Jacques Nicolas Trémintin
- Pierre Trémoulière
- Henri Triballet

## U
- Jules Uhry

## V
- Paul, Charles Vaillant-Couturier
- Sabinus Valière
- Pierre Valude
- Alexandre, Claude Varenne
- Paul-Édouard Vasseux
- Constant Verlot
- François Vermare
- Joseph Vidal
- Jean Villault-Duchesnois
- Émile, Léon Villemant
- Émile, Jules, Olivier Vincent
- Charles Vincent dit Daniel-Vincent
- Fernand Violle
- Maurice Viollette
- Lucien Voilin

## W
- Michel Walter
- Armand Waron
- Édouard de Warren
- Georges Weill
- Guy de Wendel
- François de Wendel

## Y
- Jean Ybarnégaray